# Restitution von Vermögenswerten
Die Restitution von Vermögenswerten ist die Rückerstattung oder Abgeltung geraubter, enteigneter und zwangsverkaufter Kulturgüter und anderer Vermögensgegenstände. Häufig bezieht sich dies auf die Rückabwicklung von Vermögensübertragungen während einer Besatzungszeit oder Unrechtsregimen, wie z. B.:
- Restitution (Kunst), Rückerstattung unrechtmäßig enteigneter Kulturgüter an den legitimen Voreigentümer oder deren Rechtsnachfolger
- Restitution von Raubkunst, im Speziellen die Rückgabe von 1933 bis 1945 durch die Nationalsozialisten geraubten Gemälden an die ehemaligen Eigentümer bzw. Erben der Enteigneten
- Restitution (Österreich), die Rückgabe von 1933 bis 1945 durch die Nationalsozialisten geraubten oder im Notverkauf weit unter dem Wert abgegebenen Vermögenswerten an ihre rechtmäßigen Eigentümer in Österreich
- Restitution (Ostdeutschland), die Rückgabe von 1945 bis 1989 durch die Machthaber der SBZ/DDR geraubten oder im Notverkauf weit unter dem Wert abgegebenen Vermögenswerten an ihre rechtmäßigen Eigentümer, siehe offene Vermögensfragen
- Restitution (Tschechien), Rückgabe von Immobilien und Grundstücken, die zwischen 1948 und 1989 durch die Kommunisten konfisziert oder verstaatlicht worden waren. Die sogenannte Restitution wurde zu einem bedeutenden Element der wirtschaftlichen Transformation in der Tschechoslowakei nach der politischen Wende
- Restitution (Ex-Jugoslawien), Rückgabe oder Entschädigung von Vermögenswerten, die von 1941 bis 1945 auf dem Territorium des ehemaligen Königreichs Jugoslawien durch die Besatzungsmächte und die SFRJ enteignet wurden

## Film
- Liv Runa Thamsen, für Argon-Film: Dr. Wenigers Auftrag - Das verspätete Erbe jüdischer Familien. In: 3sat Kulturdoku. ZDF, 2023, abgerufen am 23. Oktober 2024 (Der Dokumentarfilm (37 min) begleitet die Rückgabe von Silberobjekten aus Beständen des Bayerischen Nationalmuseums in München, die im Jahr 1939 im Rahmen der zwangshaften Edelmetallabgabe von jüdischen Deutschen an die Nazibehörden abgeführt werden mussten.).